# مقاطعة كندال (تكساس)
مقاطعة كندال (بالإنجليزية: Kendall  County)‏ هي إحدى المقاطعات في ولاية تكساس، الولايات المتحدة الأمريكية.

## أعلام
- ألفرد جايلز